# Turbina de l'antiga fàbrica de paper
La Turbina de l'antiga fàbrica de paper són unes instal·lacions fabrils del municipi d'Amposta (Montsià) protegides com a bé cultural d'interès local.

## Descripció
És una obra d'enginyeria civil, són les restes d'unes instal·lacions de turbines d'aigua per a una fàbrica de paper que s'havia projectat per situar-se al costat de l'única resclosa que es conserva de les existents a l'antic canal de navegació Amposta-Sant Carles de la Ràpita, a uns 4km. d'Amposta anant cap a Sant Carles. Des d'Amposta cap a Sant Carles, per la petita carretera que circula paral·lela al canal de navegació i uns metres abans d'arribar a l'esmentada resclosa, a mà dreta, es troben aquestes instal·lacions dins d'un recinte inscrit en una granja agrícola.
L'aigua accedia dins del recinte per un lloc on avui hi ha un pont al damunt (corresponent a una altra carretera que des de la Nacional 340 porta cap al Delta de l'Ebre i que travessa el canal de navegació pel pont, al costat d'aquest mateix) amb unes 6 o 8 entrades d'aigua encegades totalment, i de les quals només sobresurt la part superior que presenta un arc rebaixat en cada un dels entradors, delimitat per uns esperons que tenen unes guies tallades als costats (com el pont superior), segurament per encaixar-hi algun tipus de comporta.
El recinte on entrava l'aigua és més o menys quadrat, delimitat per murs de paredat i de carreus (avui camp de tarongers) al costat dels quals hi ha l'enclavament on devien trobar-se les turbines: 8 túnels de 2,50 m. d'amplada per 8-10 m. de profunditat, amb voltes de canó, separat per uns altres esperons.

## Història
Aquestes instal·lacions són les úniques restes existents d'una fàbrica de paper projectada que havia de funcionar amb l'energia subministrada per unes turbines d'aigua procedent del proper canal de navegació Amposta-Sant Carles de la Ràpita. A causa de la poca força de l'aigua, la fàbrica no s'arribà a construir del tot ni a emprar. Sembla que al voltant hi havia algun edifici corresponent a les instal·lacions, però que ja no existeix.